# Atracis scabra
Atracis scabra är en insektsart som först beskrevs av Fowler 1900.  Atracis scabra ingår i släktet Atracis och familjen Flatidae. Inga underarter finns listade i Catalogue of Life.